# 漢王陵公園駅
漢王陵公園駅（かんおうりょうこうえんえき）は、中華人民共和国湖南省長沙市望城区にある長沙地下鉄4号線の駅である。

## 歴史
2015年7月13日に建設が開始され、2019年5月26日に開通した。

## 駅構造
島式ホーム1面

## 駅周辺
- 南村小学
- 漢長沙国王陵考古遺址公園